# Anshel Brusilow
Anshel Brusilow (14 de agosto de 1928-15 de enero de 2018) fue un violinista, director y educador musical estadounidense.

## Biografía
Brusilow nació en Filadelfia en 1928. Hijo de inmigrantes judíos ucranianos, comenzó sus estudios de violín a la edad de cinco años con William Frederick Happich y posteriormente estudió con Jani Szanto. Brusilow ingresó en el Instituto de Música Curtis cuando tenía once años y estudió allí con Efrem Zimbalist. Durante la mayor parte de su infancia y adolescencia, fue conocido como "Albert Brusilow". Más tarde, a instancias de su novia (que posteriormente se convertiría en su esposa), volvió a usar su nombre de nacimiento, Anshel. 
Brusilow asistió a la Universidad de las Artes de Filadelfia y, a los dieciséis años, fue el estudiante de dirección más joven jamás aceptado por Pierre Monteux. Ganador del cuarto premio del Concurso Long-Thibaud-Crespin en 1949,  actuó como solista con numerosas orquestas importantes en los Estados Unidos.

### Carrera musical
De 1954 a 1955, Brusilow fue concertino y director asistente de la Orquesta Sinfónica de Nueva Orleans bajo la dirección de Alexander Hilsberg.  De 1955 a 1959, fue concertino asociado de la Orquesta de Cleveland bajo la dirección de George Szell. Desde 1959 y hasta 1966 fue concertino de la Orquesta de Filadelfia bajo la dirección de Eugene Ormandy.
Entre las grabaciones que Brusilow realizó con la Orquesta de Filadelfia se incluyen Las cuatro estaciones de Vivaldi, Scheherazade de Rimski-Kórsakov y Una vida de héroe de Richard Strauss. Poco después de convertirse en concertino de la Orquesta de Filadelfia, Brusilow compró un violín fabricado por Giuseppe Guarneri  en 1743 ( Cozio 49626), que hoy se conoce como "El Brusilow". El violín perteneció al violinista francés Jacques Pierre Rode (1774-1830), que había sido violinista de la corte de Napoleón.
En 1961, mientras se desempeñaba como concertino de la Orquesta de Filadelfia, Brusilow fundó la Orquesta de Cámara de Filadelfia, que dirigió hasta 1965, una agrupación compuesta por músicos de la propia Orquesta de Filadelfia. Pero en diciembre de 1964, Brusilow anunció su dimisión como concertino, a partir de junio de 1966, debido a una disputa con la Asociación de Orquestas que prohibía a los músicos formar grupos musicales independientes. 
En 1965, Brusilow fundó y dirigió la Sinfónica de Cámara de Filadelfia,  que realizó dos temporadas y media de 34 semanas y grabó seis discos en RCA Victor. Sin embargo, en 1968, la agrupación se disolvió debido a dificultades financieras, atribuidas principalmente a la falta de apoyo filantrópico para una segunda orquesta en Filadelfia.
En 1970, Brusilow fue nombrado director de la Orquesta Sinfónica de Dallas. Organizó las primeras giras de la orquesta por América Central y Sudamérica. Grabó el álbum de música pop Dallasound, con arreglos de Bill Holcombe. En 1973, tras finalizar una exitosa gira por Sudamérica, Brusilow fue despedido al hacerse público que los compositores pagaban a los directores para que sus obras fueran interpretadas.
Desde 1992 hasta su retiro en 2012 ejerció como director musical de la Orquesta Sinfónica de Richardson en Texas.

### Carrera docente
Brusilow fue Director de Estudios Orquestales en la Universidad Estatal del Norte de Texas entre 1973 y 1981, donde además dirigió la Orquesta de Cámara de la Universidad con la que actuó en el Bicentenario de Mozart en el Lincoln Center y realizó una gira por España y otros países mediterráneos. Entre 1982 y 1989 ocupó un puesto similar en Universidad Metodista del Sur en Dallas. En 1989 regresó de nuevo a su puesto en la Universidad del Norte de Texas donde permaneció hasta su jubilación en 2008.
El 23 de abril de 2008, poco antes de su jubilación, dirigió su concierto final con la Orquesta Sinfónica de la Universidad del Norte de Texas en el Winspear Performance Hall del Murchison Performing Arts Center en Denton. En su honor se estableció una dotación de un millón de dólares para la creación de la Cátedra Anshel Brusilow de Estudios Orquestales. 
Anshel Brusilow falleció en Dallas (Texas) el 15 de enero de 2018 a los 89 años de edad.